# Panamerické hry

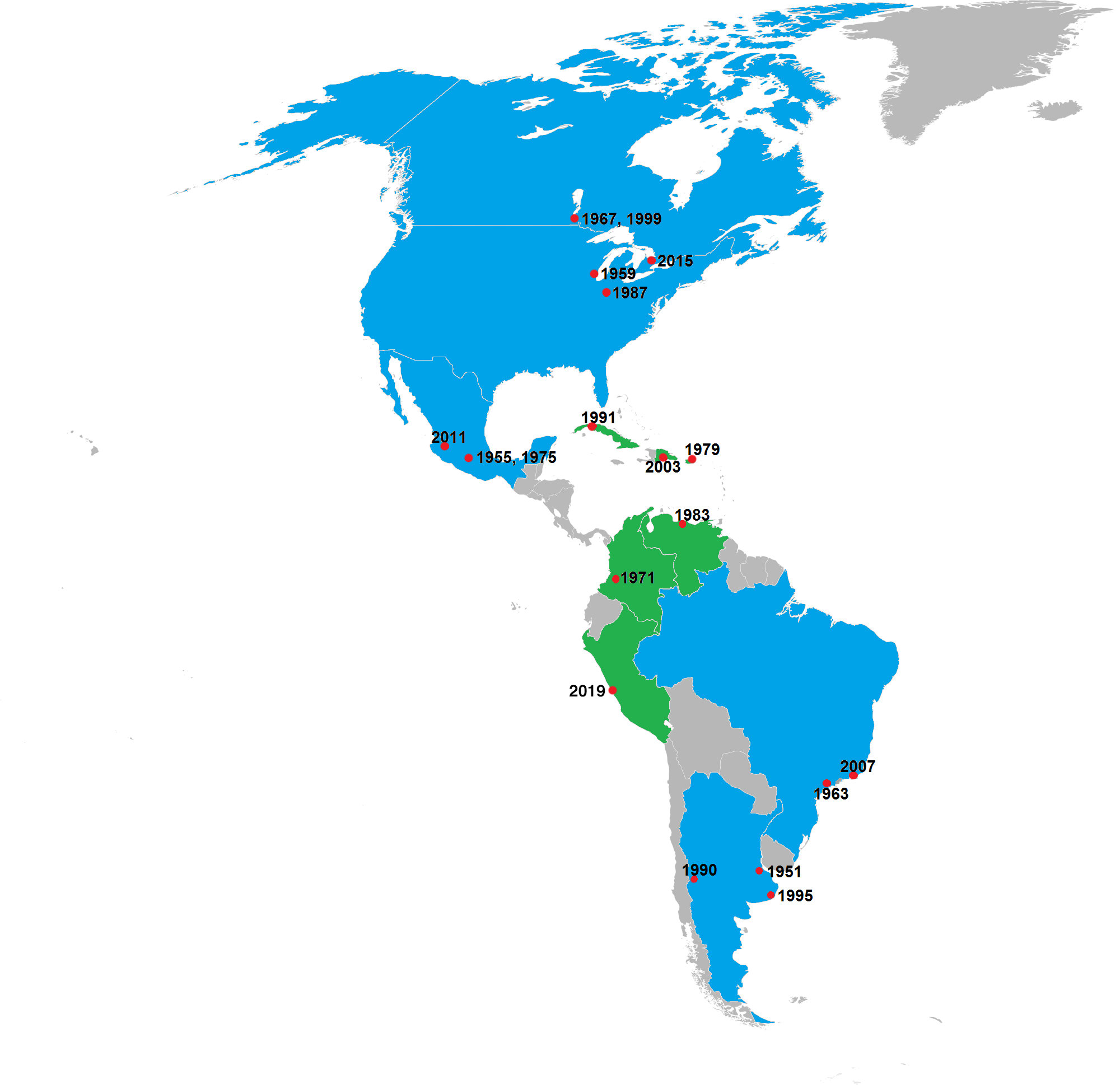
Dějiště Panamerických her

Panamerické hry jsou mezinárodní multisportovní akce pořádaná každé 4 roky v Americe pod dohledem Panamerické sportovní organizace (PASO). Účastní se jí sportovci ze 42 amerických zemí, které jsou členy PASO. Šest zemí se zúčastnilo všech her a pouze dvakrát se Spojené státy americké nestaly vítěznou medailovou zemí (v roce 1951 a 1991).

## Dějiny
Během řízení kongresu na LOH 1924 v Paříži členové Mezinárodního olympijského výboru z Guatemaly, Kuby a Mexika navrhli vytvoření regionálních her ve Střední Americe. Již o 2 roky později se první akce těchto her i zorganizovala a dnes nese název Středoamerické a karibské hry. Během LOH 1932 v Los Angeles někteří ze zástupců latinskoamerických delegací navrhli pořádat akci v celoamerickém měřítku. Tento návrh byl přijat až na kongresu PASO v Buenos Aires v roce 1940. O 2 roky později bylo schváleno i dějiště prvních her a stalo se jím právě argentinské Buenos Aires. Začátek 2. světové války však oddálil organizaci her, která byla obnovena až v roce 1948 během LOH 1948.
První hry se konaly v Buenos Aires v roce 1951. Zúčastnilo se jich 22 zemí, které soutěžily ve 140 disciplínách sedmnácti sportů. Čtyřletý cyklus her nebyl nikdy přerušen.
V roce 1990 v argentinském Las Leñas proběhly první a zároveň poslední Zimní Panamerické hry. Zúčastnilo se jich 8 zemí, které bojovaly ve 3 disciplínách v jednom sportu, a sice alpském lyžování. Medaile vybojovaly pouze 2 země, USA a Kanada. V roce 1993 se měly konat v chilském Santiagu druhé hry, které však byly zrušeny a o žádné další se PASO již nepokusila.

## Seznam Panamerických her
| Pořadí | Hry                  | Hostitelské město | Státy | Sportovci | Sporty | Disciplíny | Vítězná země | 2. země   |
| ------ | -------------------- | ----------------- | ----- | --------- | ------ | ---------- | ------------ | --------- |
| I.     | Panamerické hry 1951 | Buenos Aires      | 22    | 2 513     | 17     | 140        | Argentina    | USA       |
| II.    | Panamerické hry 1955 | Ciudad de México  | 22    | 2 583     | 17     | 146        | USA          | Argentina |
| III.   | Panamerické hry 1959 | Chicago           | 25    | 2 263     | 18     | 166        | USA          | Argentina |
| IV.    | Panamerické hry 1963 | São Paulo         | 22    | 1 665     | 19     | 160        | USA          | Brazílie  |
| V.     | Panamerické hry 1967 | Winnipeg          | 29    | 2 361     | 19     | 169        | USA          | Kanada    |
| VI.    | Panamerické hry 1971 | Cali              | 32    | 2 935     | 18     | 169        | USA          | Kuba      |
| VII.   | Panamerické hry 1975 | Ciudad de México  | 33    | 3 146     | 19     | 190        | USA          | Kuba      |
| VIII.  | Panamerické hry 1979 | San Juan          | 34    | 3 700     | 24     | 250        | USA          | Kuba      |
| IX.    | Panamerické hry 1983 | Caracas           | 36    | 3 426     | 23     | 269        | USA          | Kuba      |
| X.     | Panamerické hry 1987 | Indianapolis      | 38    | 4 360     | 30     | 297        | USA          | Kuba      |
| XI.    | Panamerické hry 1991 | Havana            | 39    | 4 519     | 31     | 329        | Kuba         | USA       |
| XII.   | Panamerické hry 1995 | Mar del Plata     | 42    | 5 144     | 36     | 409        | USA          | Kuba      |
| XIII.  | Panamerické hry 1999 | Winnipeg          | 42    | 5 083     | 35     | 330        | USA          | Kuba      |
| XIV.   | Panamerické hry 2003 | Santo Domingo     | 42    | 5 223     | 35     | 338        | USA          | Kuba      |
| XV.    | Panamerické hry 2007 | Rio de Janeiro    | 42    | 5 633     | 34     | 334        | USA          | Kuba      |
| XVI.   | Panamerické hry 2011 | Guadalajara       | 42    | 6 003     | 36     | 361        | USA          | Kuba      |
| XVII.  | Panamerické hry 2015 | Toronto           | 41    | 6 058     | 36     | 364        | USA          | Kanada    |
| XVIII. | Panamerické hry 2019 | Lima              | 41    | 6 680     | 39     | 419        | USA          | Brazílie  |
| XIX.   | Panamerické hry 2023 | Santiago de Chile | 41    | 6 909     | 39     | 425        | USA          |           |
| XX.    | Panamerické hry 2027 | Lima              |       |           |        |            |              |           |

## Sporty
V celé historii Panamerických her se představilo 39 sportů.
Aktivní sporty
| Sport      | Roky    |
| ---------- | ------- |
| Atletika   | Od 1979 |
| Basketbal  | Od 1951 |
| Badminton  | Od 1995 |
| Baseball   | Od 1951 |
| Bowling    | Od 1991 |
| Box        | Od 1951 |
| Cyklistika | Od 1951 |
| Judo       | Od 1963 |
| Fotbal     | Od 1951 |
| Golf       | Od 2015 |

| Sport              | Roky    |
| ------------------ | ------- |
| Gymnastika         | Od 1951 |
| Házená             | Od 1987 |
| Jachting           | Od 1951 |
| Jezdectví          | Od 1951 |
| Kanoistika         | Od 1987 |
| Karate             | Od 1995 |
| Kolečkové bruslení | Od 1979 |
| Lukostřelba        | Od 1979 |
| Moderní pětiboj    | Od 1951 |
| Plavání            | Od 1951 |

| Sport                   | Roky    |
| ----------------------- | ------- |
| Pozemní hokej           | Od 1967 |
| Raketbal                | Od 1995 |
| Ragby (7s)              | Od 2011 |
| Skoky do vody           | Od 1951 |
| Softball                | Od 1979 |
| Squash                  | Od 1995 |
| Stolní tenis            | Od 1979 |
| Synchronizované plavání | Od 1955 |
| Šerm                    | Od 1951 |
| Sportovní střelba       | Od 1951 |

| Sport          | Roky    |
| -------------- | ------- |
| Taekwondo      | Od 1987 |
| Tenis          | Od 1951 |
| Triatlon       | Od 1995 |
| Veslování      | Od 1951 |
| Vodní lyžování | Od 1995 |
| Vodní pólo     | Od 1951 |
| Volejbal       | Od 1955 |
| Vzpírání       | Od 1951 |
| Zápas          | Od 1951 |

Bývalé sporty
| Sport           | Roky      |
| --------------- | --------- |
| Alpské lyžování | 1990      |
| Baskická pelota | 1995–2011 |
| Futsal          | 2007      |
| Inline hokej    | 1999–2003 |
| Kolečkový hokej | 1979–1995 |
| Kulturistika    | 2019      |
| Pólo            | 1951      |
| Sambo           | 1983      |

## Historická medailová tabulka (1951–2011)
| Země                      | Hry | Zlato | Stříbro | Bronz | Dohromady |
| ------------------------- | --- | ----- | ------- | ----- | --------- |
| Spojené státy americké    | 16  | 1 861 | 1 379   | 933   | 4 173     |
| Kuba                      | 16  | 839   | 566     | 527   | 1 932     |
| Kanada                    | 15  | 377   | 586     | 733   | 1 696     |
| Brazílie                  | 16  | 287   | 319     | 460   | 1 066     |
| Argentina                 | 16  | 279   | 305     | 407   | 991       |
| Mexiko                    | 16  | 197   | 248     | 460   | 915       |
| Venezuela                 | 16  | 84    | 183     | 257   | 524       |
| Kolumbie                  | 15  | 82    | 134     | 195   | 411       |
| Chile                     | 15  | 39    | 85      | 133   | 257       |
| Portoriko                 | 15  | 27    | 79      | 121   | 227       |
| Dominikánská republika    | 15  | 26    | 52      | 105   | 183       |
| Jamajka                   | 15  | 22    | 42      | 58    | 122       |
| Ekvádor                   | 15  | 21    | 21      | 46    | 88        |
| Guatemala                 | 4   | 14    | 14      | 37    | 65        |
| Uruguay                   | 15  | 11    | 24      | 43    | 78        |
| Trinidad a Tobago         | 14  | 8     | 20      | 27    | 55        |
| Bahamy                    | 14  | 7     | 13      | 11    | 31        |
| Peru                      | 14  | 5     | 30      | 59    | 94        |
| Nizozemské Antily         | 14  | 5     | 9       | 17    | 31        |
| Kostarika                 | 14  | 5     | 6       | 8     | 19        |
| Panama                    | 15  | 3     | 23      | 31    | 57        |
| Surinam                   | 10  | 3     | 2       | 5     | 10        |
| Guyana                    | 15  | 2     | 4       | 12    | 18        |
| Salvador                  | 15  | 1     | 7       | 12    | 20        |
| Bermudy                   | 11  | 1     | 4       | 3     | 8         |
| Kajmanské ostrovy         | 6   | 1     | 4       | 1     | 6         |
| Antigua a Barbuda         | 8   | 1     | 0       | 3     | 4         |
| Nikaragua                 | 12  | 0     | 4       | 7     | 11        |
| Americké Panenské ostrovy | 10  | 0     | 4       | 6     | 10        |
| Barbados                  | 12  | 0     | 3       | 9     | 12        |
| Haiti                     | 15  | 0     | 2       | 5     | 7         |
| Svatý Kryštof a Nevis     | 5   | 0     | 2       | 0     | 2         |
| Paraguay                  | 7   | 0     | 1       | 4     | 5         |
| Honduras                  | 9   | 0     | 1       | 4     | 5         |
| Bolívie                   | 8   | 0     | 1       | 4     | 5         |
| Grenada                   | 6   | 0     | 1       | 2     | 3         |
| Dominikánská republika    | 4   | 0     | 1       | 2     | 3         |
| Belize                    | 7   | 0     | 0       | 2     | 2         |
| Svatá Lucie               | 4   | 0     | 0       | 2     | 2         |
| Svatý Vincenc a Grenadiny | 5   | 0     | 0       | 1     | 1         |
| Celkem                    |     | 4 208 | 4 080   | 4 749 | 13 037    |

Země bez medailí:
- Aruba (6 účastí)
- Britské Panenské ostrovy (7 účastí)